# Philippe Annocque
Philippe Annocque né à Paris en 1963 est un écrivain français.
Agrégé de lettres modernes, Il entre en littérature en 2001 avec Une affaire de regard (qui deviendra Rien (qu’une affaire de regard) en réédition en 2014).

## Courants d'influence
Imprégné des œuvres de Samuel Beckett, de Flaubert et de Kafka, Philippe Annocque écrit une langue qui varie d'un livre à l'autre, au service de son propos, et creuse la question de l'identité.

## Œuvres

### Romans et récits
- Une affaire de regard, éditions du Seuil, 2001[1],[2]
- Chroniques imaginaires de la mort vive, Melville éditeur/Léo Scheer, 2005[3]
- Par temps clair, Melville éditeur/Léo Scheer, 2006.
- Liquide, Quidam éditeur, 2009[4],[5]
- Monsieur Le Comte au pied de la lettre, Quidam éditeur, 2010[6],[7]
- Rien (qu'une affaire de regard), Quidam éditeur, 2014[8],[9]
- Vie des hauts plateaux, éditions Louise Bottu, 2014[10]
- Mémoires des failles, éditions de l'Attente, 2015[11],[12]
- Pas Liev, Quidam éditeur, 2015[13],[14],[15],[16],[17]
- Élise et Lise, Quidam éditeur, 2017
- Seule la nuit tombe dans ses bras, Quidam éditeur, 2018
- Mon jeune grand-père, éditions Lunatique, 2018
- Les Singes rouges, Quidam éditeur, 2020
- Avec mon stylo / Sans son stylo, éditions DO, 2024 (publié sans nom d'auteur)

### Formes brèves et poésie
- Dans mon oreille, illustré par Henri Galeron, éditions Motus, 2013.
- Notes sur les noms de la nature, Éditions des Grands Champs, 2017
- Mon petit DIRELICON, sous-titré "Petit dictionnaire des idées reçues sur la littérature contemporaine mais quand même un peu à la manière de Flaubert", éditions Lunatique, 2021
- Biotope et anatomie de l'homme domestique, éditions Louise Bottu, 2021
- Nouvelles notes sur les noms de la nature, éditions des Grands Champs, 2023

### Préfaces
- Préface à Enig Marcheur, de Russell Hoban, éditions Monsieur Toussaint Louverture